# ليلاند ميتشل
ليلاند ميتشل (بالإنجليزية: Leland Mitchell)‏ مواليد 22 فبراير 1941 في مسيسيبي - الوفاة 6 يوليو 2013، كان لاعب كرة سلة أمريكي. بدأ مسيرته الاحترافية في سنة 1967. تم اختياره من قبل فريق أتلانتا هوكس خلال الدرافت. لعب في الرابطة الأمريكية لكرة السلة. بلغ طوله 6 قدم 4 بوصة (1.9 م). اعتزل اللعب في 1968.

## روابط خارجية
- ليلاند ميتشل على موقع سبورتس رفرنس (الإنجليزية)
- ليلاند ميتشل على موقع كلية كرة السلة في سبورتس رفرنس.كوم (الإنجليزية)
- ليلاند ميتشل على موقع ريلجم (الإنجليزية)
- ليلاند ميتشل على موقع بروبوليرز (الإنجليزية)